# Ectropothecium eleganti-pinnatum
Ectropothecium eleganti-pinnatum är en bladmossart som beskrevs av Georg Friedrich von Jaeger 1880. Ectropothecium eleganti-pinnatum ingår i släktet Ectropothecium och familjen Hypnaceae. Inga underarter finns listade i Catalogue of Life.